# Made of Bricks
Made of Bricks é o álbum de estréia da cantora e compositora britânica de indie pop Kate Nash, que foi lançado em 6 de agosto de 2007 pela Fiction Records e chegou ao número um no UK álbum charts.

## O álbum
O álbum foi lançado cinco semanas mais cedo do que o previsto inicialmente, devido à popularidade do single "Foundations". O álbum não contém a faixa "Caroline's A Victim/Birds", que foi lançado em um limitado pela Moshi Moshi Records antes de "Foundations".
Uma versão que incluiu um "making of" em DVD estava disponível na Best Buy Store depois do lançamento do álbum nos Estados Unidos. Nos E.U.A., Made of Bricks estreou no número 36 da Billboard 200 com a venda de 16.000 exemplares.
Vendeu nos E.U.A mais de 168.000 cópias e no Reino Unido mais de 544.000 cópias, vendendo no total ao redor de mundo mais de 1.000.000 de cópias.

## Recepção
As críticas iniciais de Made of Bricks foram positivas. No Metacritic, que atribui uma avaliação normalizada em 100 a partir de comentários, o álbum recebeu uma pontuação média de 71, baseando-se em 23 opiniões.

## Faixas
| N.º | Título                                              | Compositor(es)             | Duração |  |
| 1.  | "Play"                                              | Kate Nash                  | 1:11    |  |
| 2.  | "Foundations"                                       | Kate Nash, Paul Epworth    | 4:05    |  |
| 3.  | "Mouthwash"                                         | Kate Nash                  | 5:01    |  |
| 4.  | "Dickhead"                                          | Kate Nash                  | 3:43    |  |
| 5.  | "Birds"                                             | Kate Nash                  | 4:25    |  |
| 6.  | "We Get On"                                         | Kate Nash                  | 4:34    |  |
| 7.  | "Mariella"                                          | Kate Nash                  | 4:15    |  |
| 8.  | "Shit Song"                                         | Kate Nash                  | 3:05    |  |
| 9.  | "Pumpkin Soup"                                      | Kate Nash, Paul Epworth    | 2:59    |  |
| 10. | "Skeleton Song"                                     | Kate Nash, Alejandro Tovar | 5:07    |  |
| 11. | "Nicest Thing"                                      | Kate Nash, Jay Malhotra    | 4:05    |  |
| 12. | "Merry Happy" (6:08 – inclui a música "Little Red") | Kate Nash, Anuj Khanna     | 13:10   |  |

| Versão Digital |                   |                |         |  |
| N.º            | Título            | Compositor(es) | Duração |  |
| 13.            | "A Is for Asthma" | Kate Nash      | 2:37    |  |

## Singles
- O primeiro single a ser lançado foi "Caroline's a Victim". Contudo, não foi incluído no disco, mas o seu B-side, "Birds", sim.
- "Foundations", o 2º single, foi o single que teve mais sucesso. Atingiu a posição nº2 no UK Singles Chart, só perdendo a 1ª posição para a música Umbrella de Rihanna por menos de 200 cópias. O single também atingiu altas posições no ￼ Canadá, Irlanda, Alemanha e Áustria.
- O terceiro single a ser lançado foi "Mouthwash", que foi apresentado no T4 on the Beach um pouco antes de ser lançado. O single entrou no UK Singles Chart na 54ª posição e duas semanas depois atingiu a sua mais alta posição como 23º. Recebeu críticas variadas.
- O 4º single, "Pumpkin Soup", foi originalmente lançado em outubro de 2007 mas só atingiu sua mais alta posição no Reino Unido como 23º em janeiro de 2008. A música também esteve nas paradas da Áustria e da Alemanha. Atingiu a 40ª posição na Irlanda.
- O 5.º e último single a ser lançado foi "Merry Happy". Era previsto que a música tivesse muito sucesso já que foi muito tocada na BBC Radio 1, contudo Kate não lançou um vídeo clipe. Mesmo não tendo tido muito sucesso no Reino Unido, entrou para o Top 100 no Canada e foi o primeiro hit da cantora nos Estados Unidos.

## Paradas
| Parada (2007)  | Melhores posições |
| -------------- | ----------------- |
| Reino Unido    | 1                 |
| Austrália      | 67                |
| Áustria        | 51                |
| Bélgica        | 20                |
| Holanda        | 41                |
| França         | 39                |
| Irlanda        | 8                 |
| Canada         | 14                |
| Suíça          | 39                |
| Alemanha       | 38                |
| Estados Unidos | 36                |